# GyazMail
GyazMail est un client de messagerie d'origine japonaise fonctionnant exclusivement sous OS X.
Orienté utilisateurs avancés, il conjugue le look-and-feel (intégration, apparence…) d'une application comme Mail.app (le logiciel par défaut de Mac OS X) avec la puissance d'applications qui ont fait leurs preuves comme Eudora, voire Mozilla Thunderbird. GyazMail est un partagiciel.
Ce logiciel est au courriel ce qu’OmniWeb est au Web : un client alternatif, intégré, payant, puissant et réservé à OS X.
Depuis la version 1.5, GyazMail gère IMAP, même si l’implémentation reste perfectible, notamment en regard de la vitesse. L’absence de cette implémentation est ce qui a longtemps retenu bien des utilisateurs avancés (les plus à même d'utiliser IMAP) de se pencher sur ce logiciel.

## Fonctions
Quelques fonctions de GyazMail (ne sont signalées que les fonctions qui créent une réelle différence par rapport à la concurrence) :
- IMAP ou local ;
- comptes à adresses multiples (pas tout à fait comme les identités multiples de Thunderbird, même si celles-ci sont prévues) ;
- threading (différent de celui de Mail.app ou Gmail : pas de groupage, mais gestion des In-Reply-To). Quelques améliorations dans l'affichage de l'arborescence sont cependant envisageables ;
- format=flowed (seulement en lecture, pas en composition, contrairement à Mail.app) ;
- gestion des expressions rationnelles de type Oniguruma ;
- gestion d’AppleScript ;
- gestion de Growl (centraliseur de notifications) ;
- navigation précédent/suivant dans les préférences système (comme OmniWeb) ;
- accusé de réception sans besoin de greffon ;
- possibilité de ne pas afficher la signature à la composition ;
- permet l’espace insécable.